# Juan Salvador Agraz
Juan Salvador Agraz y Ramírez de Prado (3 de octubre de 1881-2 de mayo de 1949) fue un destacado ingeniero químico mexicano, nacido en San Agustín de Tecolotlán, Jalisco, México
Sus rasgos biográficos fueron escritos por el historiador tapatío Ricardo Lancaster-Jones y Verea en la obra Evocación de Juan Salvador Agraz (1956), obra dedicada a los alumnos de la Escuela "Juan Salvador Agraz" de Tecolotlán, Jalisco.

## Trayectoria académica
Juan Salvador Agraz inició sus estudios en Química en la Ciudad de Guadalajara. Posteriormente, se especializó en Química en universidades de Francia y Alemania.
Fundó y dirigió La Escuela Nacional de Ciencias Químicas (también llamada Escuela Nacional de Industrias Químicas, hoy Facultad de Química de la Universidad Nacional Autónoma de México) por decreto presidencial del entonces presidente de México, el General Venustiano Carranza, el 23 de septiembre de 1916.
El ingeniero Agraz identificó, con preclara visión y denodado entusiasmo la necesidad del estado mexicano, que requería en ese momento preparar a profesionales y técnicos para la industria química y petroquímica, pues el país transitaba por un momento coyuntural en su historia, que daría inicio a futuro a Petróleos Mexicanos.

## Otros datos
Juan Salvador Agraz, fue también Cónsul de Primera de México en Alemania.
Juan Salvador Agraz fue familiar del escritor Gabriel Agraz García de Alba, de los hermanos cineastas Carlos García Agraz y José Luis García Agraz